# Hanno Raichle

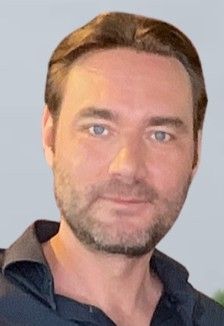
Drehbuchautor Hanno Raichle

Hanno Raichle (* 6. März 1978 in Friedrichshafen) ist ein deutscher Drehbuchautor und Autor.

## Leben
Hanno Raichle wurde 1978 in Friedrichshafen geboren. Nach dem Absolvieren des Gymnasiums und des Wehrdienstes studierte er zuerst Medieninformatik an der Fachhochschule Wolfenbüttel, arbeitete aber parallel als freier Journalist bei der Wolfenbütteler Zeitung. Bald darauf wechselte er an die Universität Hildesheim, wo er „Kreatives Schreiben und Kulturjournalismus“ unter der Leitung von Hanns-Josef Ortheil und Stephan Porombka studierte. Seine abschließende Diplomarbeit, in der er seine eigene Homepage somnambulanz.de in ein Kurzfilmskript transformierte, wurde mit „summa cum laude“ ausgezeichnet. Während seiner Studienzeit war er leitender Redakteur des Literaturmagazins lit03.de und schrieb für die Hildesheimer Allgemeine Zeitung. Seine zahlreichen Kurzgeschichten und Texte wurden im Radio, im Internet, in Literaturmagazinen und Anthologien veröffentlicht.
Er war außerdem zweimal Gastautor mit seinen Werken beim Literaturfestival prosanova (u. a. „Royal Hope“, ein Theaterstück zusammen mit Alexandra Müller und Robin Thiesmeyer).
Nach dem Studium zog er nach Berlin und arbeitete dort als Storyscripter für den Videospielentwickler Rotobee, bevor er bei Script House als Lektor, Drehbuchanalyst und Scriptdoktor begann. Dort entwickelte er unter anderem Webserien und war Headautor zweier Alternate Reality Games.
Parallel war er außerdem als TV-Rezensent für das Feuilleton der Süddeutschen Zeitung tätig, bis er sich schließlich auf seine Arbeit als Drehbuchautor und Stoffentwickler konzentrierte.
Raichle ist Mitglied im Deutschen Drehbuch Verband. Sein Romanprojekt irmi wurde 2021 vom Stipendienprogramm der VG Wort gefördert.

## Werke

### Fernsehen
- Die Stein
- Küstenwache
- Kripo Holstein – Mord und Meer
- Der Alte
- SOKO Wismar
- Die Spezialisten – Im Namen der Opfer
- Retter der Meere – Tödliche Strandung (Drehbuchvorlage)[5]
- Tiere bis unters Dach
- WaPo Elbe[6][7]

### Webserien
- Uncredited[8][9]
- Notruf Deutschland[10][11]

### Alternate Reality Games
- Final Mill[12]
- The Pirates Society[13]

### Videogame
- Kiss before Midnight[14]